# Гадеско-П'єве-Дельмона
Гадеско-П'єве-Дельмона, Ґадеско-П'єве-Дельмона (італ. Gadesco-Pieve Delmona) — муніципалітет в Італії, у регіоні Ломбардія,  провінція Кремона.
Гадеско-П'єве-Дельмона розташоване на відстані близько 410 км на північний захід від Рима, 80 км на південний схід від Мілана, 6 км на схід від Кремони.
Населення — 2027 осіб (2014).
Покровитель — San Lucio.

## Демографія
Населення за роками:

Станом на 1 січня 2023 року в муніципалітеті офіційно проживало 206 іноземців з 22 країн, серед них 44 громадяни країн Євросоюзу та 2 громадяни України.

## Сусідні муніципалітети
- Кремона
- Гронтардо
- Маланьно
- Персіко-Дозімо
- Весковато